# Similosodus chujoi
Similosodus chujoi là một loài bọ cánh cứng trong họ Cerambycidae.